# Faun (Esselbach)
Faun ist ein Gemeindeteil der Gemeinde Esselbach im unterfränkischen Landkreis Main-Spessart in Bayern.

## Geographie
Das Forsthaus Faun liegt im Wachengrund im Spessart, am Rande des Fürstlich Löwensteinschen Parks, dort wo der Heinrichsbach in den Wachenbach mündet. Im Südwesten liegt die Alte- und im Nordosten die Neue Wachenmühle.

## Geschichte
Der Name Faun geht zurück auf Faunus, den altitalischen Gott des Waldes.
Das Forsthaus Faun wurde im Jahr 1817 im Rahmen des Zaunbaus für den Löwensteinschen Wildpark errichtet. Es gehörte von Beginn an zur 1818 gegründeten Gemeinde Esselbach. Heute dient Faun als Forstdienststelle für die fürstlich-löwensteinische Försterfamilie.